# 三桥街道 (太原市)
三桥街道，是中华人民共和国山西省太原市杏花岭区下辖的一个乡镇级行政单位。

## 行政区划
三桥街道下辖以下地区：
黑龙潭社区、胜利桥社区、新建北路社区、金刚堰西社区、金刚堰东社区、柳溪街社区、金刚里社区、旱西关西社区、旱西关东社区、桃园北路西社区、桃园北路东社区、三桥街社区、桃园二巷西社区、桃园二巷北社区和桃园二巷南社区。